# Palanas
Palanas (Bayan ng Palanas) är en kommun i Filippinerna. Kommunen tillhör provinsen Masbate och ligger på ön med samma namn. Folkmängden uppgår till 26 222 invånare år 2015.

## Barangayer
Palanas är indelat i 24 barangayer.
| - Antipolo - Banco - Biga-a - Bontod - Buenasuerte - Intusan - Jose A. Abenir Sr. (Libtong) - Maanahao - Mabini - Malibas - Maravilla - Matugnao | - Miabas - Nabangig - Nipa - Parina - Piña - Poblacion - Salvacion - San Antonio - San Carlos - San Isidro - Santa Cruz - Malatawan |